# Stephan Cosacchi
Stephan Cosacchi, bis 1949 István Kozáky (* 5. Juli 1903 in Budapest, Königreich Ungarn, Österreich-Ungarn; † 21. April 1986 in Frankenthal/Pfalz) war ein deutsch-ungarischer Sprach- und Musikwissenschaftler sowie Musikpädagoge und Komponist.

## Familie
Cosacchi wurde als Sohn deutsch-ungarischer Eltern geboren. Sein Vater Gyula Kozáky war in Budapest als Ingenieur tätig, seine Mutter Aloisia Janetschek war Pianistin und Klavierpädagogin, ihr Bruder der Komponist Stephan Jaray-Janetschek.
Bis 1949 führte Cosacchi den ungarischen Namen István Kozáky. Am 1. Oktober 1949 genehmigte die Bezirksregierung von Bayerisch-Schwaben die Verwendung der italienischen Schreibweise Cosacchi, die sich von einem Vorfahr aus Italien herleitet. Sein Sohn Aloys Cosacchi (* 1955) ist Violinist und war bis zu seinem Ruhestand als Geiger bei den Hofer Symphonikern und als Musikpädagoge der orchestereigenen Musikschule tätig.

## Ausbildung und Beruf
An der Universität seiner Heimatstadt Budapest sowie in Wien und Berlin studierte Cosacchi Germanische und Finno-ugrische Sprachwissenschaft sowie Ungarische Literaturgeschichte. 1925, noch vor seinem 22. Geburtstag, wurde er mit einer Arbeit über die Geschichte der Totentänze, die er später zu einem mehrbändigen Standardwerk (s. Abschnitt Kulturgeschichtliches Werk) fortschrieb, zum Doktor der Philosophie promoviert.
Bereits 1926 wurde Cosacchi habilitiert und lehrte als einer der jüngsten Professoren an der Theresianischen Akademie in Wien deutsche Literaturgeschichte. 1929 wechselte er nach Budapest, wo er bis 1939 am Innerstädtischen Gymnasium die Fächer Deutsch, Ungarisch und Musik unterrichtete. Mit dem Fach Literaturgeschichte wechselte er 1939 an die Universität Szeged. Seine musikalische Ausbildung zum Komponisten, Pianisten und Dirigenten fand an der Franz-Liszt-Musikakademie in Budapest und ebenfalls in Wien und Berlin statt. Dabei prägten ihn Persönlichkeiten wie Béla Bartók, Zoltán Kodály und Ernst von Dohnányi.
Als 1944 gegen Ende des Zweiten Weltkriegs Truppen der Sowjetunion in Ungarn einmarschierten, floh Cosacchi und fand in Deutschland Zuflucht. Nach Zwischenstationen in Bayern (Grafenau, Füssen und Erlangen) kam er in die Pfalz, wo er als Gymnasiallehrer ab 1951 am Gymnasium am Kaiserdom in Speyer und ab 1954 am Siebenpfeiffer-Gymnasium Kusel die Fächer Deutsch und Musik unterrichtete. Von 1959 bis zu seinem Tod im Jahre 1986 lebte und arbeitete er in Frankenthal. Dort war er bis zum Eintritt in den Ruhestand Musiklehrer am heutigen Albert-Einstein-Gymnasium.

## Bedeutung
Cosacchis musikalisches und linguistisches Schaffen wird qualitativ als gleichbedeutend angesehen, wenn auch das musikalische Werk umfangreicher ist.

### Musikalisches Werk
Die Kompositionen Cosacchis umfassen mindestens 151 nachgewiesene Werke vom Lied bis zum Oratorium; die Stadt Frankenthal nennt sogar die Zahl von 253 Kompositionen. Cosacchis Werke wurden von bekannten Musikern wie Ferenc Fricsay und Géza Anda sowie Orchestern aufgeführt. Seinen musikalischen Nachlass hat Cosacchi der Pfälzischen Landesbibliothek Speyer vermacht.

### Kulturgeschichtliches Werk
Cosacchis bekannteste kulturgeschichtliche Arbeit, die zudem auch linguistische Aspekte besitzt, ist sein mehrbändiges Standardwerk über das Thema Totentanz:
- Makabertanz. Der Totentanz in Kunst, Poesie und Brauchtum des Mittelalters. Verlag Anton Hain, Meisenheim am Glan 1965.

## Ehrungen und Auszeichnungen
- 1978 Peter-Cornelius-Plakette des Landes Rheinland-Pfalz
- Die Stadt Frankenthal hat Cosacchi den Stephan-Cosacchi-Platz gewidmet, der zwischen der Städtischen Musikschule und dem CongressForum liegt.
- In seiner Festschrift 1990 würdigte das Speyerer Gymnasium am Kaiserdom Cosacchi als ehemaliges Mitglied des Lehrkörpers unter dem lateinischen Titel Exegi monumentum aere perennius (deutsch: „Ich habe ein Denkmal errichtet, dauerhafter als Erz“).[3]